# Strowger 32AB
Strowger 32AB – elektromechaniczna centrala telefoniczna. Ostatnia centrala tego typu przestała działać w Polsce w maju 2005 r. 

## Podstawowe dane techniczne
- napięcie zasilania: 50 ± 2 V z uziemionym biegunem dodatnim,
- bateria licznikowa: -50 ± 4 V z uziemionym biegunem ujemnym,
- źródło prądu dzwonienia: -75 V i częstotliwości: 25 Hz (źródłem jest przetwornica wirująca zasilana napięciem 50 V).

## Zasada działania
W centralach tego typu do zestawienia połączenia używane były wybieraki podnosząco-obrotowe.
Za pomocą takiego wybieraka można było zestawić połączenie dla 200 abonentów (dziesięć pozycji w cyklu podnoszącym, dziesięć pozycji w cyklu obrotowym oraz wybór szczotki górnej lub dolnej – razem 10×10×2). Dla większej liczby abonentów należało stosować wybieraki grupowe.
- WG1 – rozdział na kierunku niższego rzędu, wysłanie sygnału zgłoszenia się centrali do abonenta, odbiór pierwszej cyfry numeru abonenta żądanego.
- WG2 – rozdział na kierunki niższego rzędu, odbiór drugiej cyfry i analiza.
- WG3 – odbiór trzeciej cyfry, rozdział na kierunki niższego rzędu.
- WG4 – rozdział na kierunki niższego rzędu, odbiór czwartej cyfry numeru abonenta.
- WL – odbiór dwóch ostatnich cyfr numeru abonenta, wysłanie prądu dzwonienia do abonenta żądanego, wysłanie zwrotnego sygnału dzwonienia, odwrócenie biegunowości pętli w celu taryfikacji połączenia, wysłanie impulsów licznikowych, zasilanie obwodu rozmownego, wysłanie sygnału zajętości.
- SL – szukacz liniowy – służy do odszukania łączy inicjującego połączenia.

Na przykład centrala dla 3000 abonentów musiała posiadać dwa stopnie grupowe (WG1 i WG2), jeden liniowy (WL) oraz stopień szukacza (SL) obsługujący zazwyczaj 200 abonentów.